# Paavo Hiltunen

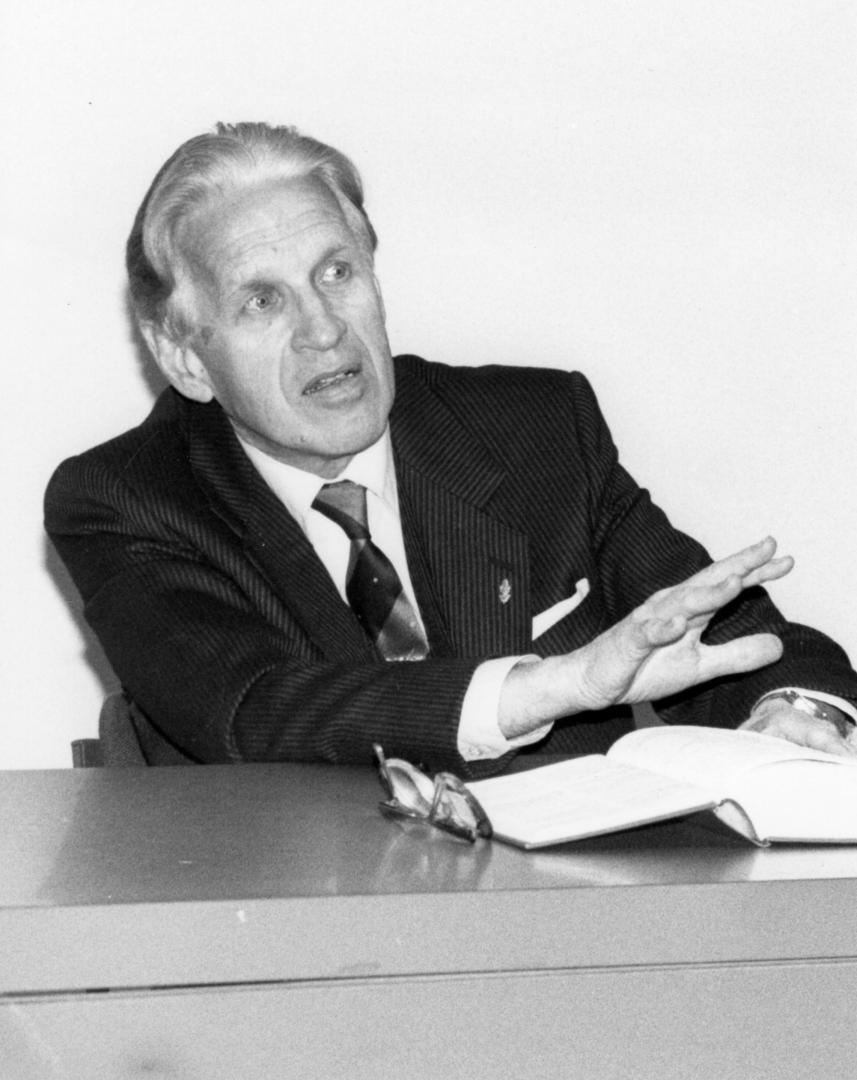
Paavo Hiltunen år 1987.

Paavo Oskar Hiltunen, född 2 juni 1923 i Helsingfors, död 31 augusti 2013 i Träskända, var en finländsk jurist, predikant och författare. Han var den mest kända nutida förkunnaren i Frikyrkan i Finland. Han var hovrättsråd, men avgick från sin post för att leva helt för evangeliet. 
Hiltunen har skrivit minst 52 böcker, med stor spridning i Finland. Hans förkunnelse centrerar sig kring moraliska frågor, Jesu återkomst, samt kring att varna för den sista tidens avfall. Han har skrivit tre böcker med skarp kritik av trosrörelsen, som han kallar för antikrists religion. 
Hans egen teologi bär tydlig prägel av helgelserörelsen. Han har lärt sig mycket av plymouthbrodern Charles Henry MacIntosh i sina många böcker över gestalter i Gamla Testamentet, som han tolkar i samma allegoriska anda som sin förebild. Aiden Wilson Tozer och Poul Madsen har också satt tydliga spår hos honom. Han har samma gammalmodiga puritanism som dessa två.
Det förvånar inte heller att han även tagit intryck av Smiths Vänner, genom sin dotter Satu Nordströms engagemang i rörelsen. 
På grund av sin stränghet mot den karismatiska rörelsen lämnade han Frikyrkan i Finland på 1990-talet, och blev lutheran. Sedan dess har han blivit ganska ignorerad av sin modersförsamling.